# 小相岭

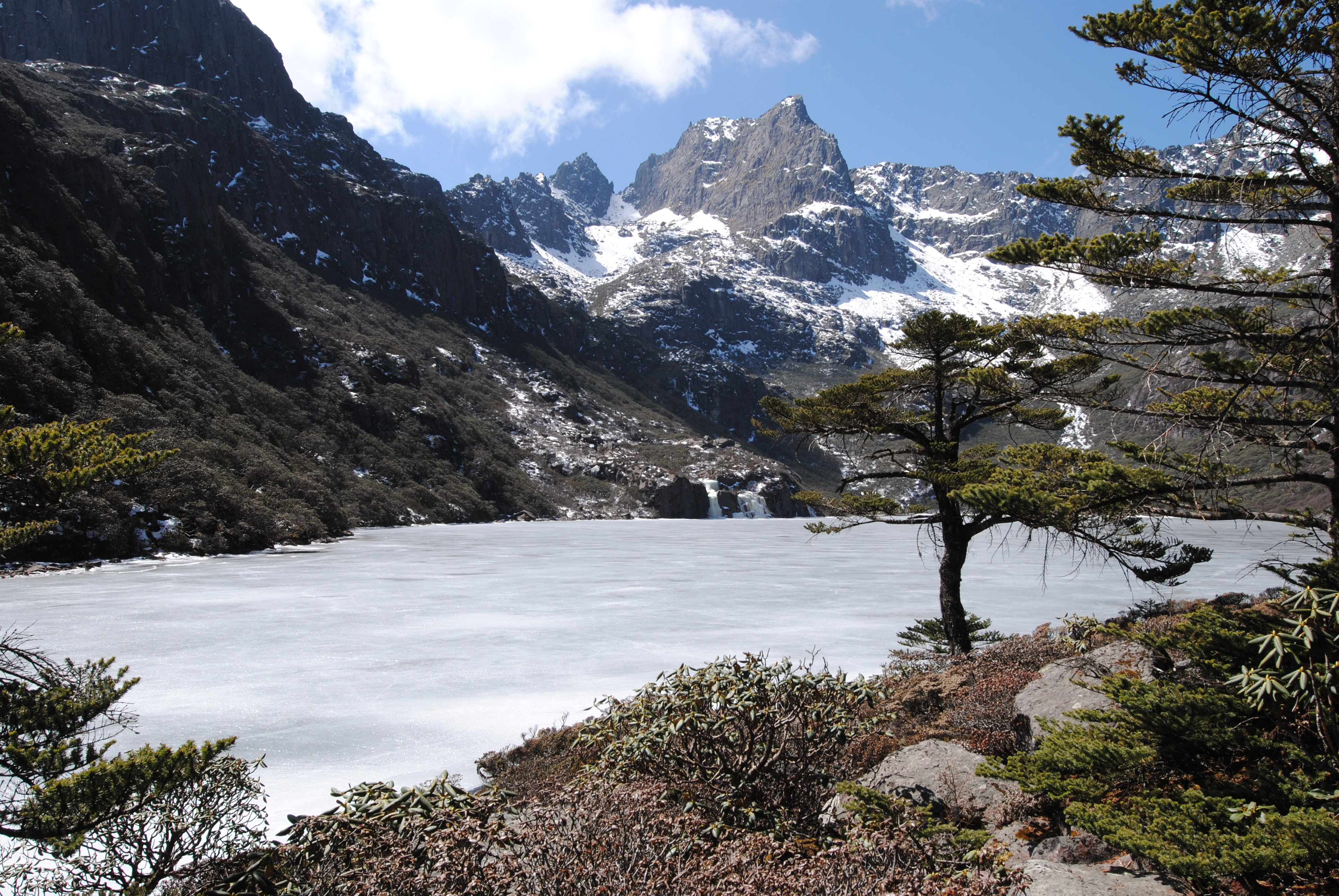
俄尔则俄下的红海

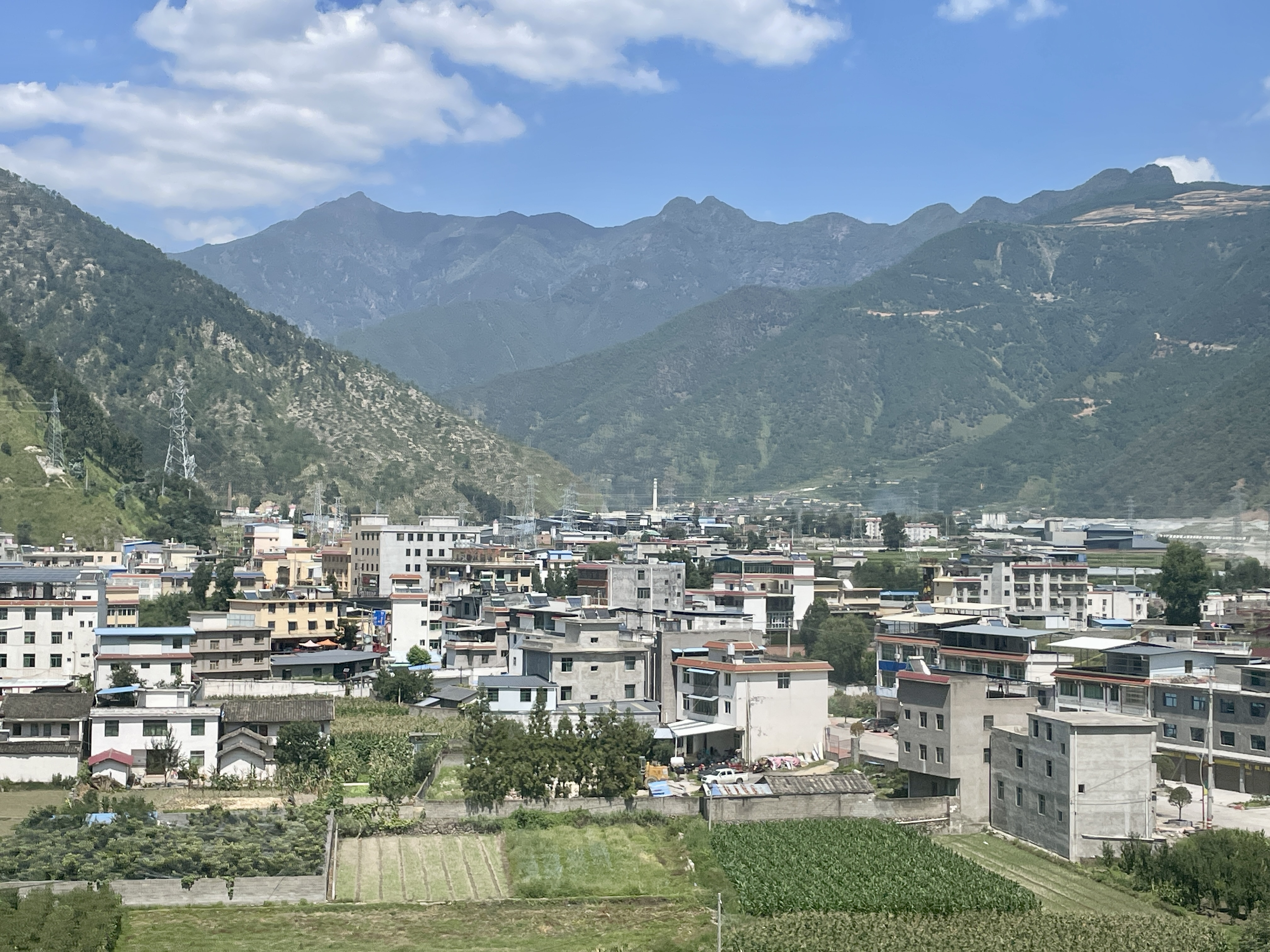
喜德县冕山镇

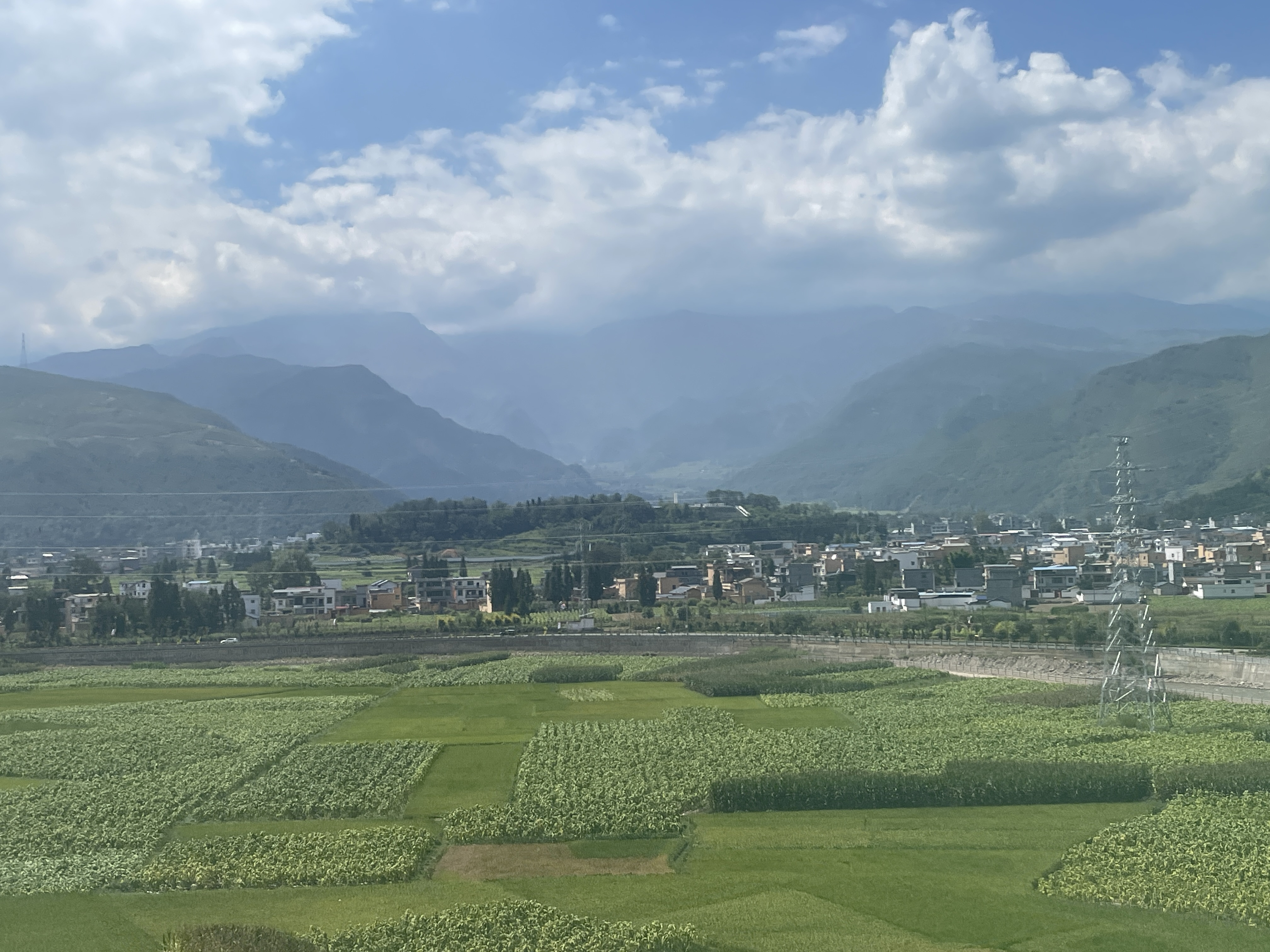
越西县大花镇

小相岭又称则俄乃街（羅馬化：Zzip Vo Liex Jie），是位于中国四川省南部的一座山脉，属于大雪山支系。相传诸葛亮南征时曾经过此地，故而得名，它与碧鸡山、大凉山并称为凉山的“三座大山”。
山体呈南北走向，南北长约147千米，东西宽约107千米，面积约为11500平方千米，地处石棉县、甘洛县、冕宁县、越西县、喜德县交界处；北抵大渡河，南到喜德县红莫镇北面的太皇山；为越西河与安宁河的上游及发源地。常特指其北段，即石棉、甘洛、冕宁、越西四县交界处，中段又称西山（羅馬化：Zzip Vop），南段称马鞍山。
小相岭山系由焦顶山、烨头尖、俄尔则俄等山峰组成，最高峰为越西与冕宁县交界的铧头尖，海拔4791米；主峰“俄尔者峨”（或译“俄尔则俄”，羅馬化：O Lox Zzip Vo Bbo）海拔4500.4米，意为神龙出没的冰雪之峰。
小相岭曾经历过四次冰封期和三次间冰期，在第四纪冰川运动的作用下形成了众多冰川地貌如冰窖、冰斗、角峰、冰川湖等。由于山高路险，交通不便，小相岭保存有完好的生态系统。在低海拔、沿河谷或公路两旁基本上都是民居和农耕地。海拔2000米以下为旱生河谷灌丛，2000一2400米为山地阔叶林，2400一3200米或4000米为山地暗针叶林或亚高山暗针叶林。有大片的原始冷杉林和高山杜鹃林。小相岭还是大熊猫的栖息地，主要分布于石棉县和冕宁县。
“小相岭—灵关古道”已被列为四川省风景名胜区。